# Пальма, Нитто Франческо
Нитто Франческо Пальма (итал. Nitto Francesco Palma; род. 3 марта 1950, Рим) — итальянский юрист и политик, министр юстиции (2011).

## Биография
С мая 1978 по сентябрь 1979 года являлся судьёй в Венеции, с сентября 1979 по январь 1993 года — помощник прокурора Республики в Риме (занимался проблемами организованной преступности, наркоторговли и терроризма, состоял в местном управлении по борьбе с мафией). Осуществлял расследование деятельности террористических группировок: неофашистских Третьей позиции и Революционных вооружённых ячеек, левацкого Коммунистического партизанского движения, подразделения Красных бригад под названием «Вооружённое восстание против государственных властей» (Insurrezione Armata contro i poteri dello Stato) и других, участвовал в итальянской части проводимого ФБР расследования наркотраффика Pizza connection, боролся с «новой каморрой», занимался следствием против мафиозо Бенедетто Сантапаола и других. Также был задействован в борьбе со злоупотреблениями государственной властью в коммуне Рима и с чёрными фондами ЦРУ и КГБ. С января 1993 по декабрь 1994 года и с января 1996 по февраль 2001 года — помощник прокурора в Национальном управлении по борьбе с мафией (с февраля 1996 по май 2000 года работал в окружном управлении по борьбе с мафией в Реджо-Калабрии, где также принял участие в громких процессах). С декабря 1994 по январь 1996 года также работал в аппарате Министерства помилования и юстиции при министрах Альфредо Бионди и Филиппо Манкузо, занимая в числе прочих должности заместителя начальника аппарата и директора управления международных связей.
В 2001—2006 годах входил во фракцию партии «Вперёд, Италия» Палаты депутатов 14-го созыва.
В 2001 году выступил с законодательной инициативой о приостановке всех юридических расследований против избранных парламентариев на весь срок их полномочий. По мысли Пальмы, закон должен был иметь обратную силу, и в случае вступления его в силу означал бы задержку следствия по разным обвинениям против его однопартийцев — Берлускони, Делль’Утри и Чезаре Превити. Законопроект был отклонён, но в 2006 году Пальма пошёл на выборы в Сенат от Ломбардии.
В 2003 году инициировал создание комиссии по расследованию деятельности правоохранительных органов в период операции «Чистые руки». Обосновывая необходимость такого шага, Пальма заявил, что необходимо разобраться, почему в ходе упомянутой операции некоторым политическим партиям уделялось намного больше внимания, чем другим.
В 2006—2013 годах входил во фракцию «Вперёд, Италия» и Народа свободы Сената 15-го и 16-го созывов.
В четвёртом правительстве Берлускони с 12 мая 2008 по 27 июля 2011 года являлся младшим статс-секретарём Министерства внутренних дел, а затем до 16 ноября 2011 года — министром юстиции.
В 2013 году переизбран в Сенат от региона Кампания, с 8 мая 2013 по 20 января 2016 года возглавлял 2-ю постоянную комиссию Сената (юридическую).
В 2022 был внесён кандидатом в списки голосования за президента Итальянской республики.